# Alta pressió hidroestàtica
L'Alta pressió hidroestàtica (APH) (High pressure processing (HPP)) és una tecnologia utilitzada per al processament d'aliments. Té com a principal objectiu augmentar la seguretat i vida útil dels aliments ja envasats, aplicant pressions entre 100 i 1000 MPa tot i que les més usades i efectives són de l'ordre de 600 MPa de forma isostàtica perquè redueix el nombre de bacteris, fongs filamentosos, llevats, virus i inactiva certs enzims dels aliments. 

## Usos
Aquesta tecnologia permet no haver d'aplicar elevades temperatures per a processar producte i reduir o evitar l'ús de conservants i altres additius sense causar canvis importants en les propietats nutricionals i sensorials de l'aliment.
Tot i que aquesta tecnologia s'usa principalment per augmentar la seguretat i la vida útil d'aliments, també es pot aplicar amb l'objectiu de modificar les propietats fisicoquímiques dels aliments, per tal de conservar o millorar-ne la funcionalitat, contribuint al desenvolupament de nous productes i textures.
També pot ser usada als camps de la cosmètica i el farmacèutic, ja sigui: per garantir la seguretat microbiològica i augmentar la vida útil dels cosmètics i fàrmacs, minimitzant els efectes sobre les molècules sensibles a la temperatura com, per exemple, les vitamines; per estabilitzar enzims i modular la seva activitat i especificitat; per produir proteïnes modificades per a interessos mèdics i farmacèutics; per a la millora de la capacitat dels bacteris inactivats i virus de produir una resposta immunològica, per tal de desenvolupar noves vacunes.

## Història
L'any 1884, Certes va publicar les primeres descripcions dels efectes de les altes pressions sobre microorganismes alteradors. Però no va ser fins al 1899 quan Bert Hite va publicar el primer informe detallat de l'ús de la tecnologia d'altes pressions per a la conservació dels aliments. La investigació i el desenvolupament d'aquesta tecnologia durant la primera meitat de segle xx va ser lenta a causa de les dificultats tecnològiques de treballar a altes pressions. Tot i això, es van anar fent avenços. El 1914, Hite va publicar informes sobre l'aplicació d'aquesta tecnologia per a augmentar la vida útil de fruites i sucs de fruites. En aquella primera meitat de segle el físic Percy W. Bridgman va investigar els aspectes físics de la tecnologia: la compressibilitat, la conductivitat tèrmica i el canvi de fase. També va publicar un informe en el qual exposava que va aconseguir coagular albumen mitjançant les altes pressions.
No va ser fins ben entrada la segona meitat del segle XX quan, gràcies als avenços de la indústria ceràmica i metal·lúrgica, es van començar a obrir vies pel tractament d'aliments a escala industrial i es va poder avançar més en la recerca de l'aplicació de les altes pressions a aliments. 
L'abril de 1990, gràcies a la investigació de les universitats i indústries japoneses, es va comercialitzar, per primer cop, melmelada tractada per altes pressions. Anys més tard, el 1997,  als Estats Units es va comercialitzar guacamole. I, tot seguit, el 1998, a Espanya es va comercialitzar pernil cuit, el primer producte tractat per altes pressions a Europa.
Avui en dia, la tecnologia d'altes pressions és considerada una de les innovacions més importants en el processament dels aliments dels últims cinquanta anys.

## Descripció de l'equip i el seu funcionament

Esquema del funcionament de l'alta pressió hidroestàtica.

Habitualment, els aliments es processen envasats en equips que treballen en discontinu. Aquests es col·loquen en una cistella de processament per a carregar i descarregar el producte. La cistella s'introdueix, mitjançant uns transportadors, a la cambra de tractament. Aquesta cambra cilíndrica, formada per un aliatge d'acers, es desplaça i s'encaixa entre la subjecció en forma de jou que garanteix que aquesta resisteix a la pressió aplicada. A la vegada, s'alinea amb els taps que la tanquen hermèticament. Un cop tancada, es comença a omplir amb el medi de transmissió de la pressió, l'aigua. Per omplir la cambra d'aigua, s'utilitzen bombes de baixa pressió. Un cop plena, s'assegura el tancament de la cambra mitjançant unes falques.
Tot seguit, comença la compressió indirecta: les bombes d'alta pressió injecten aigua dins de la cambra mitjançant uns intensificadors de pressió, seguint el funcionament d'una premsa hidràulica. Gràcies a la diferència entre les àrees de secció d'èmbols i pistons es va augmentant la pressió. Aquest procés es basa en el principi de Pascal, ja que la pressió s'aplica de forma isostàtica, és a dir, es transmet d'igual manera en totes direccions i en tots els seus punts, produint una reducció del volum del gas i del líquid present en la cambra. L'elevada pressió afavoreix que l'equilibri del sistema, segons el principi de Le Châtelier, es decanti cap a afavorir reaccions que ocupin menys volum i desafavorint les que n'ocupin més. En rebre la pressió per tots els punts del producte s'aconsegueix un tractament uniforme i gairebé instantani, que garanteix que el producte no es deforma ni presenta zones sobretractades. 
Un cop assolida la pressió, no és necessària més energia per a mantenir-la a l'interior de la cambra de tractament. El temps de tractament pot oscil·lar entre uns pocs minuts i algunes hores.
Existeixen models d'equips amb dimensions i capacitats de producció diferents, que s'usen segons la demanda de cada indústria. El rendiment de les màquines oscil·la entre els 260 i els 3020 Kg/hora de producte processat ja que la capacitat de la cambra de tractament del model més gran pot ser de fins a 525 litres.

### Envàs
L'envàs utilitzat per a tractar aliments per altes pressions és una part fonamental de la tecnologia. El material d'envasament que s'utilitza és el plàstic, ja que compleix els requisits pel processament per altes pressions. El plàstic ha de ser flexible i elàstic per tal de garantir que s'adapti a la pressió aplicada i un cop finalitzat el tractament torni la seva forma original, ja que durant el processament l'aigua de l'interior de la cambra pot reduir el seu volum entre un 15-18% i deformar lleugerament l'envàs. Una bona flexibilitat també és essencial per poder transferir correctament la pressió a l'aliment. L'envàs ha de ser resistent i no ha de mostrar defectes després del tractament. Per tal de no exposar l'envàs a un estrès mecànic afegit, el gas a l'espai de cap ha de ser el mínim i ha de garantir un bon segellament. El plàstic també ha de garantir un bon coeficient de transferència de calor.
El disseny de l'envàs té un paper fonamental en l'eficiència de producció de lots tractats. La forma, la mida que tinguin i com es col·loquin dins la cistella de l'equip delimitarà el volum de producte tractat per cada cicle de processament.
Processar els productes ja envasats suposa un gran avantatge, ja que evita recontaminacions posteriors.

## Efectes sobre els aliments i factors que els condicionen
Els efectes sobre els aliments es poden classificar en tres aspectes fonamentals d'aquests:

### Efectes sobre els microorganismes
Inactivar els microorganismes que poden malmetre el producte i produir patogenicitat és l'objectiu i l'efecte principal de les altes pressions sobre els aliments. Morfològicament, els microorganismes, durant el processament, es comprimeixen i pateixen modificacions als orgànuls i a les proteïnes, que es desnaturalitzen parcialment. Tot i que no s'observa desnaturalització d'ADN sí que inactiva els enzims responsables de la transcripció i replicació, que es detenen a l'aplicar altes pressions. En deformar la membrana es formen porus, amb la conseqüent alliberació del material intracel·lular a l'exterior. La temperatura de fusió dels lípids augmenta sota pressió, provocant la cristal·lització dels fosfolípids de membrana. Aquest fet també pot afavorir a l'augment de la permeabilitat de la membrana i inactivar els microorganismes.
Els efectes que les altes pressions provoquen sobre els microorganismes es veuen condicionats per diferents factors que cal tenir en compte a l'hora de tipificar la capacitat d'inactivació microbiològica del processament:

#### Pressió aplicada i temps de retenció de la pressió
La inactivació bacteriana és directament proporcional a la magnitud de la pressió aplicada i el temps de retenció de la pressió. Tot i que, en alguns casos, el temps de retenció de la pressió té més efecte sobre els microorganismes que la pressió aplicada.

#### Velocitat de compressió i descompressió
En aquest sentit no s'ha arribat a una conclusió precisa. Es creu que una lenta compressió i una ràpida descompressió poden ser més letals per als microorganismes però treure conclusions de la recerca efectuada és molt complicat, ja que aquest factor depèn del funcionament de l'equip, dels procediments d'operació, del tipus de microorganisme i de l'aliment on es troba.

#### Espècie i estat fisiològic del microorganisme
La reducció de la càrrega de microorganismes de l'aliment va molt lligada a l'espècie i l'estat fisiològic del microorganisme, a més, cal tenir en compte que la càrrega microbiològica final està relacionada amb la població inicial abans del processament.
La resistència al tractament és menor segons el nivell de complexitat de cada microorganisme. És a dir, els organismes procariotes, menys complexos, com que no disposen de nucli cel·lular diferenciat,  normalment són més resistents a les altes pressions que els eucariotes.
Els efectes de les altes pressions s'han estudiat sobretot en bacteris. Els efectes són diferents i molt variables segons l'espècie i, fins i tot, hi pot haver variacions entre les soques de cada espècie. Sovint els bacteris Gram positiu són més resistents que els gram negatius. Es creu que pot ser a causa de la complexitat més gran de la membrana dels bacteris Gram positiu. L'estat fisiològic també condiciona la sensibilitat dels bacteris a les altes pressions. Per exemple, en general, les cèl·lules vegetatives en fase de creixement són més sensibles que les cèl·lules en fase estacionaria.
Pel que fa a les espores bacterianes, són les més resistents a les altes pressions, sobretot les espores dels bacteris gram positiu. De fet, certes espores poden aguantar pressions de fins a 1000 MPa. Per eliminar-les, calen tractaments combinats de pressió i temperatura, ja que únicament amb la pressió dels tractaments habituals no es poden eliminar. Les espores de Clostridium botulinum i Bacillus subtilis són les més resistents.
Si amb els bacteris hi ha molta investigació feta, amb els fongs filamentosos i llevats no tanta, i és perquè aquesta categoria es veu molt limitada per l'efecte de les altes pressions. En general, poden ser desactivats a pressions moderades d'entre 200 i 400 MPa a temperatura ambient. Les espores de fongs filamentosos, en general, requereixen pressions de l'ordre de 600 MPa a temperatura ambient per ser eliminades.
La resposta de les toxines produïdes pels microorganismes a les altes pressions no ha estat gaire investigada però tot apunta que algunes podrien ser relativament estables a pressió alta però amb la combinació de temperatures elevades quedarien inactivades.  
Les altes pressions hidroestàtiques són molt efectives sobre qualsevol classe de paràsit present en els aliments com, per exemple, Anisakis simplex, present en peix i cefalòpodes, que queda inactivat amb processaments d'altes pressions moderats.
Respecte als virus, també són poques les referències bibliogràfiques que hi fan referència però tot indica que la pressió malmet la càpsula viral dels virus, inactivant el mecanisme d'adhesió a la cèl·lula.

#### Temperatura
La temperatura aplicada durant el processament és un factor important que afecta la inactivació dels microorganismes. Els estudis realitzats demostren que els bacteris són menys sensibles a la pressurització entre 20 i 30 °C però que es tornen extremament sensibles per sobre dels 35 °C a causa dels canvis de fase dels lípids de membrana.
La temperatura té un paper fonamental d'inactivació d'espores bacterianes, ja que combinant-la amb la pressió, s'aconsegueix la inactivació.
Els productes processats han de ser conservats a temperatures de refrigeració a causa que, en alguns casos, certs microorganismes no queden inactivats totalment sinó que queden lesionats. Segons les característiques del medi on es troben es poden recuperar. Les baixes temperatures de conservació contribueixen a evitar o limitar aquesta recuperació.

#### Pressurització per cicles
La pressurització per cicles i oscil·lant és més efectiva que la pressurització continua d'una sola etapa a causa de l'estrès al qual se sotmet el microorganisme. Aquesta tècnica ha proporcionat resultats positius en la inactivació d'espores a causa que pressions suaus en un primer cicle poden fomentar la germinació d'algunes espores. Un cop germinades, les elevades pressions en un cicle posterior són més letals sobre les cèl·lules vegetatives.

#### Composició del medi
La composició química dels aliments és important. D'una banda, la presència de proteïnes, minerals i sucres pot tenir una funció protectora i augmentar la resistència microbiana a les altes pressions hidroestàtiques. En canvi, la quantitat ni la qualitat de greixos no afavoreix ni disminueix la capacitat d'inactivació bacteriana del processament per altes pressions. L'acidesa del medi és un factor clau, ja que condicions més àcides acostumen a millorar l'efecte inactivador de la pressió. Es creu que és a causa del fet que els microorganismes en medis àcids són més sensibles al processament i a que als microorganismes lesionats els costa molt més recuperar-se en medi àcid.
Un altre factor que afecta directament a la capacitat d'inactivació microbiana de les altes pressions és l'activitat d'aigua. Valors més baixos d'activitat d'aigua augmenten la resistència microbiana al processament, per tant, calen condicions de processament més elevades en un aliment amb activitat d'aigua baixa que un aliment similar amb una activitat d'aigua superior.

### Efectes fisicoquímics sobre els components dels aliments
La majoria dels efectes provocats sobre els components dels aliments es poden descriure pel principi de Le Châtelier, segons el qual, les condicions d'altíssima pressió decanten les reaccions químiques, els canvis de fase i els canvis en la conformació molecular cap a estats que suposin una reducció de volum. Aquesta pressió, a l'aplicar-se de forma isostàtica i instantània, provoca un tractament uniforme a tots els punts del producte. És a dir, a diferència del tractament convencional per temperatura, no hi ha zones sobre tractades i, en aliments homogenis, tots els components pateixen el mateix efecte. A escala molecular, els enllaços covalents no es veuen afectats, en canvi, els enllaços de pont d'hidrogen i les interaccions hidrofòbiques sí. 
L'aigua és el principal component de molts aliments i, durant el processament, el seu volum es pot arribar a reduir fins a un 18% depenent de la pressió aplicada, fent que algunes propietats es vegin modificades. En primer lloc, es produeix una dissociació iònica que fa disminuir el pH de l'aliment i pot provocar la inactivació microbiològica i la desnaturalització proteica. En segon lloc, en modificar-se les transicions de fase, l'aigua no passa a estat sòlid fins als -22 °C. Aquest fenomen proporciona possibles aplicacions, com per exemple descongelar productes per sota dels 0 °C sota pressió.
Pel que fa als lípids, durant el processament pateixen un augment de la seva temperatura de fusió fins al punt que poden arribar a cristal·litzar, ja que l'elevada pressió afavoreix la formació de cristalls més densos i estables. La pressió també fa canviar l'equilibri termodinàmic de les reaccions químiques, accelerant la cinètica de l'oxidació lipídica.
Els hidrats de carboni no pateixen grans canvis en ser sotmesos a altes pressions, sobretot els sucres simples. En canvi, sí que poden patir petites modificacions els grànuls de midó que, segons les condicions de processament, poden gelatinitzar i ser més sensibles a l'activitat amilasa. Les reaccions de Maillard, que confereixen sabor i color als aliments, no es veuen afavorides amb el processament d'altes pressions.
Les proteïnes són molècules que tenen una organització espacial determinada, configurada per la interacció entre aminoàcids mitjançant enllaços no covalents i interaccions hidrofòbiques que integren l'estructura terciària i quaternària. Aquestes interaccions més dèbils es veuen afectades per a les altes pressions i, depenent de la pressió aplicada, es desnaturalitzen de forma irreversible o reversible, perdent la seva funcionalitat o adquirint-ne de noves com, per exemple, la capacitat de formar gels.
Els enzims, com a proteïnes que són, també es veuen afectats i poden veure condicionada la seva activitat. L'activitat dels enzims en un entorn d'alta pressió és difícil de descriure en termes generals, perquè la inactivació o la reactivació pot ocórrer en funció de la pressió aplicada i també del medi on es troben. Tot i que s'ha demostrat que el potencial de la tecnologia d'altes pressions és important per a la inactivació d'enzims en sucs de fruites, la predicció de l'abast de la inactivació d'un enzim després d'un tractament a alta pressió és molt difícil. A més, la resistència dels enzims a la pressió varia segons les fonts consultades. Això té relació amb que no tan sols pot variar l'enzim, sinó que també es pot transformar el seu substrat, afavorint positiva o negativament a l'activitat enzimàtica.
Fins al moment, les vitamines presents en els aliments que han estat estudiades no es veuen afectades o es veuen afectades mínimament. És el cas, per exemple, de l'àcid ascòrbic i els carotens del suc de taronja processat per alta pressió.

### Efectes sobre les propietats organolèptiques
Un dels avantatges principals de la tecnologia d'altes pressions és que, en general, minimitza els canvis en el sabor, color, textura i olor dels aliments. A més, sovint no és necessari afegir conservants que podrien emmascarar el gust original del producte. Com s'ha comentat en l'apartat anterior a vegades, segons l'aliment, es pot donar a lloc la l'acceleració o retard de les reaccions químiques i bioquímiques desitjades o no desitjades. Per exemple, activant o inactivant enzims o afavorint la formació de gels. És a dir, els efectes sobre les propietats organolèptiques són variables segons el tipus d'aliment i grau de processament. De tota manera, es pot afirmar que els efectes negatius sobre les propietats sensorials de l'aliment, en general, són menors que els causats per un tractament convencional per temperatura. Per això, les altes pressions tenen aplicacions especifiques en aliments on el tractament tèrmic no és viable perquè altera molt les propietats organolèptiques del producte.

## Implantació i aplicacions reals de la tecnologia a la indústria alimentaria
Actualment la indústria alimentària està incorporant de manera significativa les altes pressions hidroestàtiques. Els principals objectius de les indústries a l'hora d'implantar aquesta tecnologia són augmentar la seguretat alimentaria i la vida útil dels productes minimitzant els canvis de les propietats organolèptiques i nutricionals. Les aplicacions de la tecnologia són àmplies i diverses, però només algunes són econòmicament viables, ja que cal una elevada inversió perquè la maquinària té un cost elevat. Actualment, existeixen empreses que es dediquen exclusivament a oferir el servei de processament per altes pressions per tal de fer la tecnologia accessible a totes les empreses que ho necessitin, sense que aquestes hagin d'invertir en la compra de l'equip. Simplement pagant per l'ús de les instal·lacions i la maquinària. Les aplicacions en que s'usa la tecnologia actualment són: 

### Sucs i begudes
Els sucs de fruites van ser dels primers productes a comercialitzar-se. Aquest tipus producte respon molt bé a les altes pressions, ja que sovint són tenen un pH àcid que facilita la destrucció dels microorganismes. A més, aquesta tecnologia, a diferència dels tractaments tèrmics convencionals, permet mantenir el contingut de vitamina C del producte i el sabor fresc característic. Uns exemples d'èxit són els sucs de taronja, poma, llimona, pastanaga, l'aigua de coco i les begudes energètiques.

### Hortalisses, fruites i derivats
L'any 1990 es va comercialitzar melmelada, el primer producte processat per altes pressions al món. Actualment els productes que es comercialitzen són: fruites i verdures trossejades, purés, salses, sopes, cremes, guacamole i  hummus. De fet, el guacamole i els productes derivats de l'alvocat tenen un gran èxit en l'aplicació de la tecnologia, ja que els enzims causants de l'enfosquiment enzimàtic queden inactivats augmentant la vida útil del producte. La inactivació enzimàtica també es podria aconseguir tractant amb alta temperatura, però el processament afectaria molt a les seves propietats organolèptiques, fent inviable tractar-lo per calor.

### Productes carnis
Ja es poden trobar al mercat productes processats mitjançant aquesta tecnologia, com ara el pernil curat llescat o sencer, pernil cuit de porc, gall dindi o pollastre, mortadel·la, salsitxes, bacó, xoriço i trossos de pollastre cuit, rostit o simplement marinat. La tecnologia és ideal per aquest tipus de productes que es s'exporten a països com Estats units o el Japó on la regulació de seguretat alimentaria és molt exigent pel que fa l'absència del patogen Listeria monocytogenes, ja que, segons el processament per altes pressions aplicat, es pot obtenir una reducció de la seva presència a nivells molt baixos, quasi negligibles.

### Peix i marisc
Ostres, cloïsses, musclos, llamàntol, llagosta, crancs, llagostins, salmó, bacallà, i productes de la pesca llestos per al consum són exemples d'aliments que actualment es processen per alta pressió. En el cas dels mol·luscs bivalves, l'aplicació d'aquesta tecnologia té un avantatge afegit i és que l'elevada pressió fa que les proteïnes del múscul adductor es desnaturalitzin afavorint l'obertura i extracció del contingut. També és útil per extreure la carn sencera dels crustacis crus, perquè durant el processament es desenganxa de la closca.

### Llet i derivats lactis
Industrialment, l'alta pressió és usada en iogurts, begudes probiòtiques, calostre, formatge i llet. A part dels usos principals de la tecnologia també s'utilitza per a millorar la seguretat de formatges elaborats amb llet crua i per millorar la maduració accelerant-la o frenant-la.

### Plats preparats
Al mercat es poden trobar productes processats mitjançant alta pressió com, per exemple, amanida de pollastre, pollastre rostit, farcits de sandvitx, samfaina, gaspatxo, guacamole, gambes amb verdures, filets de lluç precuits i salses. En garantir la seguretat alimentaria del producte es poden aplicar estratègies per prescindir d'alguns additius i conservants.